# Jack del Rio
Jack Lebron Del Rio, Jr. (født 4. April 1963  i Castro Valley, California) er en tidligere amerikansk fodboldspiller, som er Cheftræner for Oakland Raiders. 

## Aktive karriere
I 1985 blev Jack Del Rio drafted i 3. runde af New Orleans Saints. Jack Del Rio nåede at spille for fem NFL klubber i løbet af sin karriere: New Orleans Saints (1985-1986), Kansas City Chiefs (1987-1988), Dallas Cowboys (1989–1991), Minnesota Vikings (1992–1995) og endelig Miami Dolphins (1996). Jack Del Rio stoppede sin NFL karriere i 1996 efter 11 år i ligaen.

## Trænerkarriere
Han startede sin træner karriere i New Orleans Saints i 1997. I 1999 fik  han et job af Baltimore Ravens (1999-2001) som linebackers coach. I 2001 vandt Jack del Rio Super Bowl XXXV med Baltimore Ravens, hvorefter han blev ansat som defensive coordinator af Carolina Panthers (2001 – 2003). Jack del Rio var fra 2003-2011 head coach for Jacksonville Jaguars. Han afløste Tom Coughlin som head coach i klubben, og han er dermed kun den anden head coach i Jacksonville Jaguars' historie. Senere blev han defensiv koordinator hos Denver Broncos.